# Etienne Verveer
Etienne Verveer (Paramaribo, 12 september 1968) is een voormalig Nederlands voetballer van Surinaamse komaf die als middenvelder speelde.
Verveer speelde in de jeugd bij RKAVIC en AFC Ajax. In 1988 ging hij van Ajax 2 naar FC Chur 97 in Zwitserland. Die club leende hem uit aan BSC Old Boys Basel en Urania Genève Sport. In 1991 ging hij naar het Engelse Millwall FC waarvoor hij in 55 wedstrijden 7 doelpunten maakte. Begin 1995 werd Verveer verhuurd aan Bradford City. In het seizoen 1995/96 kwam hij uit voor Aberdeen FC in Schotland om daarna zijn carrière in 1998 bij het Italiaanse ASD Ischia Isolaverde te besluiten. 